# Грінв'ю (Каліфорнія)
Грінв'ю (англ. Greenview) — переписна місцевість (CDP) в США, в окрузі Сискью штату Каліфорнія. Населення — 208 осіб (2020).

## Географія
Грінв'ю розташований за координатами 41°32′42″ пн. ш. 122°55′16″ зх. д. / 41.54500° пн. ш. 122.92111° зх. д. (41.544928, -122.921062).  За даними Бюро перепису населення США в 2010 році переписна місцевість мала площу 3,57 км², з яких 3,35 км² — суходіл та 0,22 км² — водойми.

## Демографія
Згідно з переписом 2010 року, у переписній місцевості мешкала 201 особа в 88 домогосподарствах у складі 62 родин. Густота населення становила 56 осіб/км².  Було 100 помешкань (28/км²).
Расовий склад населення:
| - 80,1 % — білих - 5,0 % — корінних американців - 0,5 % — азіатів - 4,0 % — осіб інших рас |

До двох чи більше рас належало 10,4 %. Частка іспаномовних становила 9,5 % від усіх жителів.
За віковим діапазоном населення розподілялося таким чином: 15,9 % — особи молодші 18 років, 64,7 % — особи у віці 18—64 років, 19,4 % — особи у віці 65 років та старші. Медіана віку мешканця становила 52,6 року. На 100 осіб жіночої статі у переписній місцевості припадало 97,1 чоловіків;  на 100 жінок у віці від 18 років та старших — 94,3 чоловіків також старших 18 років.
Середній дохід на одне домашнє господарство  становив 28 061 долар США (медіана — 30 326), а середній дохід на одну сім'ю — 26 696 доларів (медіана — 30 326). За межею бідності перебувало 60,2 % осіб, у тому числі 100,0 % дітей у віці до 18 років та 28,6 % осіб у віці 65 років та старших.
Цивільне працевлаштоване населення становило 41 осіб. Основні галузі зайнятості: публічна адміністрація — 61,0 %, транспорт — 19,5 %, будівництво — 19,5 %.